# Мойрияк де Майя, Жозеф-Анн-Мари де
Жозеф-Анн-Мари де Мойрияк де Майя (фр. Joseph-Anne-Marie de Moyriac de Mailla; de Moyria; кит. трад. 馮秉正, упр. 冯秉正, пиньинь Féng Bǐngzhèng) (16 декабря 1669, Шато Майя (Château Maillac) на р. Изер, Франция — 28 июня 1748, Пекин, Китай) — крупный французский синолог первой половины XVIII века. Монах ордена иезуитов, католический миссионер в Китае. Известен своими первыми в Европе многотомными переводами китайских исторических хроник.

## Биография
В 1686 году Мойрияк де Майя вступил в орден иезуитов, а в 1701 году был отправлен миссионером в Китай. В Кантоне он изучил китайский язык.
Основным его занятем было изучение китайской историографии. Когда император Канси поручил иезуитам картографию своей империи, Мойрияку де Майя вместе с Жан-Батистом Регисом и Романом Хиндерером выпало нанести на карту Хэнань, Чжэцзян, Фуцзянь и остров Формоза. В знак своей признательности по завершении работы император возвёл Мойрияка де Майя в мандаринский сан.
В возрасте 50 лет Мойрияк де Майя начал учить маньчжурский язык и добился в нём значительных успехов. Он перевёл с маньчжурского на французский язык Тунцзянь-ганму (кит. трад. 通鑒綱目, упр. 通鉴纲目, пиньинь Tongjian Gangmu), сокращённую редакцию китайских императорских хроник, сделанную Чжу Си и впоследствии дополненную, и переведённую с китайского на маньчжурский по приказу Канси. Он закончил свой многотомный перевод в 1730 году, а в 1737 отослал его во Францию, где рукопись пролежала 30 лет до публикации, поскольку Ферре, предполагавший издать её, умер.
Когда на семьдесят девятом году Мойрияк де Майя почил, его тело было погребено за счёт императора при большом стечении народа.

## Интересные факты
В переводе на французский Тунцзянь-Ганму впервые в европейской науке появляется имя  Марко Поло в китайском источнике: сокращённая Юань-ши, вошедшая в том IX, доносит имя Поло в контексте судебного расследования в связи с убийством Ахмеда Фенакети. Это является аргументом против достаточно популярной теории о том, что Поло не посещал Китая.